# Nantanat Toornee
Nantanat Toornee (thailändisch นันทนัท ต่อนี; * 18. Februar 2002) ist ein thailändischer Fußballspieler.
Nantanat Toornee erlernte das Fußballspielen in Chainat in der Jugendmannschaft des Chainat City FC. Von 2020 bis 2021 stand er  beim Chainat Hornbill FC unter Vertrag. Der Verein spielte in der zweithöchsten Liga des Landes, der Thai League 2. Sein Profidebüt gab er am 13. Februar 2021 im Auswärtsspiel beim Sisaket FC. Hier wurde er in der 79. Minute für Thiraphong Yangdi eingewechselt. Für Hornbill absolvierte er drei Ligaspiele. Im Januar 2022 wurde er an Drittligisten STK Muangnont FC ausgeliehen. Mit dem Verein aus Ayutthaya spielte er in der Bangkok Metropolitan Region der Liga. Bei Muangnont stand er bis Saisonende unter Vertrag. Im Sommer 2022 wechselte er ebenfalls auf Leihbasis zu dem in der Northern Region spielenden See Khwae City FC. Für den Verein aus Nakhon Sawan bestritt er zwölf Drittligaspiele. Im Sommer 2023 wechselte er zu seinem ehemaligen Verein Chainat Hornbill FC. Bis Dezember 2023 kam er bei Hornbill nicht zum Einsatz. Am 11. Dezember 2024 kehrte er auf Leihbasis bis Saisonende 2023/24 zu seinem ehemaligen Verein Nakhon Sawan See Khwae City FC zurück. Nach der Ausleihe wurde er im Sommer 2024 fest unter Vertrag genommen.